# Pyrostria ankaranensis
Pyrostria ankaranensis är en måreväxtart som först beskrevs av Alberto Judice Leote Cavaco, och fick sitt nu gällande namn av Razafim., Lantz och Birgitta Bremer. Pyrostria ankaranensis ingår i släktet Pyrostria och familjen måreväxter.
Artens utbredningsområde är Madagaskar. Inga underarter finns listade i Catalogue of Life.